# Bélgica en la Copa Mundial de Fútbol Sub-17 de 2015
La Selección de Bélgica será uno de los 24 equipos participantes en la Copa Mundial de Fútbol Sub-17 de 2015, torneo que se llevará a cabo entre el 17 de octubre y el 8 de noviembre de 2015 en Chile.
La Selección sub-17 de Bélgica vuelve a una Copa Mundial de Fútbol Sub-17, luego de llegar hasta las semifinales en el Campeonato Europeo Sub-17 de la UEFA 2015, donde cayó por el paso a la final ante la campeona Francia por penales.

## Participación

### Grupo D
| Equipo   | Pts | PJ | PG | PE | PP | GF | GC | Dif |
| -------- | --- | -- | -- | -- | -- | -- | -- | --- |
| Bélgica  | 0   | 0  | 0  | 0  | 0  | 0  | 0  | 0   |
| Malí     | 0   | 0  | 0  | 0  | 0  | 0  | 0  | 0   |
| Honduras | 0   | 0  | 0  | 0  | 0  | 0  | 0  | 0   |
| Ecuador  | 0   | 0  | 0  | 0  | 0  | 0  | 0  | 0   |

| 18 de octubre de 2015, 16:00 | Bélgica | Partido 6 | Malí | Estadio Fiscal de Talca, Talca |  |
|                              |         |           |      | Árbitro(s):                    |  |

| 21 de octubre de 2015, 17:00 | Bélgica | Partido 18 | Honduras | Estadio Fiscal de Talca, Talca |  |
|                              |         |            |          | Árbitro(s):                    |  |

| 24 de octubre de 2015, 16:00 | Ecuador | Partido 30 | Bélgica | Estadio Fiscal de Talca, Talca |  |
|                              |         |            |         | Árbitro(s):                    |  |

- Datos: Q20021865